# Broniszów (województwo podkarpackie)
Broniszów (dawniej Broniszów Tarnowski) – wieś w Polsce, położona w województwie podkarpackim, w powiecie ropczycko-sędziszowskim, w gminie Wielopole Skrzyńskie. wieś ma status sołectwa. Podobna odległość (ok. 42 km) dzieli tę miejscowość od Tarnowa, jak i Rzeszowa.
W latach 1975–1998 miejscowość administracyjnie należała do województwa rzeszowskiego.

## Integralne części wsi
| SIMC    | Nazwa        | Rodzaj    |
| ------- | ------------ | --------- |
| 0666182 | Ku Glinkowi  | część wsi |
| 0666199 | Ku Gnojnicy  | część wsi |
| 0666207 | Ku Szkodowej | część wsi |
| 0666213 | Pasieki      | część wsi |
| 0666220 | Rzeki        | część wsi |
| 0666236 | Zapole       | część wsi |

## Znani ludzie związani z miejscowością
- Karol Olszewski urodził się w Broniszowie (wtedy wieś nosiła nazwę Broniszów Tarnowski).